# Danilo Pantić
Danilo Pantić é um futebolista sérvio que atua como meio-campo. Atualmente joga pelo Partizan.

## Carreira

### Partizan
Pantić fez sua estreia em 26 de Maio de 2013, em um jogo elétrico da liga contra o Spartak Subotica, substituindo Vladimir Volkov aos 70 minutos.
Depois de um desentendimento com o Partizan sobre propostas de extensão do contrato, ele assinou um contrato de 1,5 anos com o Partizan em 5 de dezembro de 2013. A Juventus tinha observado Pantić desde o início de 2014, supostamente monitorando seu estado devido ao seu curto contrato. Depois de ouvir sobre o interesse da Juventus, Pantić disse a Večernje Novosti que queria estender seu contrato com o Partizan antes de deixar a Sérvia.

### Chelsea
Em 2015 Pantić assinou um contrato de quatro anos com o Chelsea, sendo emprestado ao Vitesse para a disputa da Eredivisie até 13 de julho.
Foi novamente emprestado, desta vez, para o Excelsior.

## Seleção Nacional

### Seleção de base
Pantić representou a Sérvia pelas Seleção Sub-17 e Sub-19. Em 10 de outubro de 2014, Pantić marcou seu primeiro e segundo gol pela Seleção Sub-19 aos 20 minutos contra  a Seleção Sub-19 de San Marino em vitória pelo placar de 4x0 em jogo valido pela eliminatórias da Euro Sub-19 de 2015. Pantić é o capitão da Seleção Sub-19, foi capitão pela primeira vez em 12 de outubro de 2014, contra a Seleção Sub-19 da Arménia em partida valida pela eliminatórias da Euro Sub-19, que terminou em um 1x0 vitória para o lado sérvio.

## Títulos
FK Partizan
- Campeonato Sérvio: (2) 2012/13 e 2014/15;